# Cortemilia
Cortemilia (en occità Cortmija en piemontès) és una comuna de 2.482 habitants a la província de Cuneo al Piemont (Itàlia).

## Prehistòria
A la zona rural que envolta el lloc es van trobar fragments d'artefactes atribuïbles al Paleolític i eines del Neolític, com una destral (avui en una col·lecció privada). En el neolític l'entorn de Cortemilia és una zona boscosa.

## Història
El nucli original de Cortemilia és d'origen romà. Algunes tombes estan en l'àrea més enllà dels límits del municipi, però mostren la importància que el lloc va tenir en el període republicà per raons estratègiques i econòmiques. La tomba de Naevius Camilius Montano es va trobar a Cortemilia als anys seixanta del segle passat i en l'actualitat està al Museu "Federico Eusebio" d'Alba. L'estela de Valerius Quintus (també de la tribu Camilia) trobada el 1985 a Cortemilia es troba al mateix museu. En l'escut municipal hi ha el nom de "Cohors Emilia", en referència al cònsol Emili Escaure que es va retirar a aquesta part de la Langa a la Ligúria Statielli, però l'origen més probable del nom és "Curtismilium", de curtis, propietat agrícola autosuficient de finals de l'era imperial, nucli primitiu de la posterior estructura feudal.
Els documents estableixen el seu paper polític i comercial a l'Alta Edat Mitjana, per la ubicació en la confluència de dues valls i almenys quatre línies de comunicació: a Alba i la plana del Po i el Tanaro, al llarg de la vall del riu Bormida cap a Acqui Terme, i les d'Alessandria i de Ligúria, accessible també per la vall apenina del Carretó. Probablement, encara que no està documentat, les invasions van portar a les ocupacions goda, longobarda, dels sarraïns i dels hongaresos, dels quals potser es poden trobar alguns topònims, i es reforça en el fet que es va incloure en els territoris del Vasto (de l'arrel celta Wast = desert o lloc saquejat, llatí "vastus") o també Guasto.
La primera documentació certa data del segle X (967), és a dir de l'any en què l'emperador Otó I va assignar Cortemilia ("Curtemilia") i altres 15 "corts" del Vasto al marquès Aleramo (Aleram). Un altre document de 991, sobre l'establiment de l'Abadia de Santo Quintino di Spigno, cita deu mansions del territori de Cortemilia (ja definit en la forma "Cortemilia").
Al segle xi el territori del Vasto va confluir a mans del marquès aleràmic Bonifaci del Vasto i després de 1125 la Cortemilia es va transmetre per herència a un dels seus fills, Bonifaci el Menor, que no va tenir fills. A la resta del segle xii va pertànyer als marquesos del Carretto de Savona, descendents d'un altre fill de Bonifaci del Vasto, Enric I del Carretto.
Sant Francesc d'Assís el 1213 va fundar el Convent dels Frares Menors, un imponent complex que revela el paper fonamental de l'orde franciscà a la urbanització de Cortemilia. Per a altres, però, la fundació es durà a terme en l'any 1223 a través de la tasca dels franciscans locals Guillem Rubone (el nom és present, encara que amb variacions, en els documents de l'època), després beat. Certament és d'abans del segle xiii la fundació de l'església de la parròquia ("Sancta Maria de Plebe"), l'antiga parròquia que va donar pas a les dues existents el 1585. Altres documents testimonien de la importància i prosperitat econòmica de la població urbana als segles xiii i xiv, quan probablement va aparèixer Cortemilia com una ciutat forta al voltant del castell al centre, del qual queden restes importants de les parets i una imponent torre cilíndrica. Hi havia altres castells i fortificacions: un castell cap al poble de Bergolo, en condicions de dominar tant la Vall del Bormida com la Vall Uzzone i un altre, anomenat el Cheronzio, que estava en un turó amb vistes a l'església de la parròquia i al rierol que li va donar el nom, avui Riu de la Mare de Déu; altres dos estaven a les altures del Castell Martino, no gaire lluny de Castino. Entre els segles xiii i xiv Cortemilia tenia una casa de moneda, on per ordre del marquès del Carretto es van encunyar monedes de diferent valor, d'or i plata. Algunes d'elles encara estan sent reproduïts. El marquès Odó del Carretó, és representat en les reproduccions actuals.
Durant alguns segles la població es distribuïa en set llogarets: a més de San Micchele i San Pantaleo, que prenen el seu nom de la seva parròquia, col·locats un al marge esquerre i l'altre a la riba dreta del riu Bormida, hi havia el poble de Cheronzio, que ara es diu de la parròquia (della Pieve), i San Paolo (San Po), als peus del turó anomenada Castino ("muntà 'd Càstu").
Des 1322 fins a finals del segle xvi va tenir el feu de Cortemilia la família Scarampi, constant com a senyors feudals de diferents poders. En aquests segles es va produir probablement una crisi econòmica, demogràfica i política a Cortemilia, que també podia haver afectat a altres, i la població fou delmada a més per la terrible epidèmia de pesta que va assolar Itàlia el 1348.
Amb la sedimentació del port de Savona pels genovesos (1528), el comerç entre la Ligúria i Piemont cap a l'interior, va fer entrar en decadència el que va ser l'important centre de Cortemilia, i la ciutat va quedar separada de les rutes comercials. La participació de Cortemilia en les guerres entre l'emperador Carles V del Sacre Imperi Romanogermànic i Francesc I de França, va acabar amb la Pau de Cateau-Cambrésis el 1559. Una plaga el 1530 i una gran inundació en 1584, va fer disminuir encara més el nombre d'habitants. En 1630 el castell va ser greument danyat per les tropes franceses i el 1636 pels austríacs.
Va seguir la sort de Savoia. Cortemilia mantingué un paper secundari, encara que no marginal, en el context històric, polític i econòmic dels darrers tres segles, com un centre de producció i comerç de la seda, fusta, vi, i animals. Fires i mercats, establerts (i molt populars) a l'Edat Mitjana encara donen testimoni de la vocació mercantil mantinguda en el temps, tot i les dificultats de comunicació per carretera, recentment millorada. No és pas marginal la funció de centre administratiu, judicial i cultural, que Cortemilia ha recuperat fa uns decennis i que en alguns aspectes l'erigeixen en capçalera de l'Alta Langa. Cortemilia ha ampliat, a partir de la II Guerra Mundial, el seu teixit urbà, estenent-se cap als quatre costats.